# Artem Sitak
Artem Yurievich Sitak (russisk: Артём Юрьевич Ситак tr. Artjom Jurjevitj Sitak ; født 8. februar 1986 i Orenburg, Sovjetunionen) er en professionel tennisspiller fra New Zealand, som indtil 2010 repræsenterede Rusland.